# Trust (film, 2010)
Pour les articles homonymes, voir Trust.
Pour plus de détails, voir Fiche technique et Distribution.
Trust, ou Intrusion au Canada , est un film américain réalisé par David Schwimmer, sorti en 2010. Présenté pour la première fois le 10 septembre 2010 au Festival de Toronto, il n'est sorti aux États-Unis qu'en avril 2011. En France, il a d'abord été présenté au Festival de Deauville en septembre 2011 avant de sortir en janvier 2012.
Le film est basé sur un scénario d'Andy Bellin et de Robert Festinger. Les rôles principaux sont joués par Clive Owen, Catherine Keener et Liana Liberato.

## Synopsis
Annie (Liana Liberato) est une adolescente de 14 ans qui vit une vie heureuse dans la banlieue de Chicago. Elle fait partie de l'équipe de volleyball et a des relations saines avec sa famille. Pour son anniversaire, elle reçoit un ordinateur portable dernier cri, ce qui la ravit. Sur un chat en ligne, elle rencontre un jeune garçon appelé Charlie (Chris Henry Coffey), qui dit avoir 16 ans, et discute avec lui. Au fil du temps, les liens entre eux se resserrent grâce à l'envoi de textos et la correspondance par messagerie instantanée. Il fait grimper son âge de 16 à 20 ans, puis 25 ans. Cependant, Annie ne s'en soucie pas car elle ne veut pas renoncer à lui. Après trois mois de textos, appels et messages instantanés, ils conviennent d'un rendez-vous au centre commercial. Quand ils se rencontrent enfin, elle s'aperçoit qu'il a au moins 35 ans. Annie est outrée qu'il ait menti à propos de son âge et en pleure, mais elle est ensuite ravie lorsqu'il lui fait des compliments sur son physique. Il l'embobine de telle façon qu'elle finit par penser que leur différence d'âge n'est pas si importante. Charlie commence à la séduire si bien qu'elle finit par réellement l'apprécier. Mais il l'emmène dans un hôtel proche puis, une fois dans la chambre que Charlie a loué, ce dernier en fait son modèle en lui faisant porter de la lingerie rouge qu'il lui présente comme un cadeau, avant de la caresser sur le lit et de la violer. Pendant tout ce temps, il filmait secrètement la scène.
Par la suite, Annie raconte à sa meilleure amie Brittany (Zoe Levin) sa rencontre avec Charlie. Brittany est préoccupée par cette histoire et la raconte au conseiller d'éducation du collège, qui appelle la police, faisant débuter une enquête du FBI. Annie est obligée d'aider à capturer Charlie, mais celui-ci découvre rapidement ce qu'elle essaye de faire et coupe tout contact avec elle avant que la police ne puisse le localiser. Le père d'Annie, Will (Clive Owen), commence sa propre enquête obsessionnelle, en arrivant même à voler les codes d'accès aux chats du FBI. Sa relation avec sa femme (Catherine Keener) commence à se détériorer et il commence à douter de son travail dans une agence de publicité, qui met en scène des adolescentes dans des publicités provocantes. Quand Will dit à son chef que sa fille a été agressée sexuellement, ce dernier est choqué, mais est soulagé lorsqu'il apprend que ce n'était pas une violente agression par un étranger, et considère cela comme une relation sexuelle avec un "ami".
Annie est en colère contre Brittany qui n'a pas gardé secrète sa relation avec Charlie, mais aussi contre ses parents qui l'ont obligée à le trahir et lui ont interdit de le contacter à nouveau. Cependant, même si Charlie n'est pas identifié, son ADN montre qu'il a fait la même chose avec trois autres jeunes filles qui l'ont toutes dénoncé à la police, ce qui laisse Annie dévastée car elle croyait qu'elle était la seule fille dans sa vie. Après avoir vu les photos des autres filles, elle se plaint qu'elles ne sont même pas jolies. À cause de cela, les compliments que Charlie lui avait fait sur son physique semblent beaucoup moins compter pour elle. Elle admet finalement à un psychologue de l’hôpital qu'elle a été violée.
Elle tente de poursuivre sa vie en participant le lendemain au tournoi de volley de son école. Pendant le match, Will voit un homme dans la foule prendre des photos des volleyeuses. Il perturbe le jeu en traversant le terrain pour frapper l'homme, qu'il fait tomber, créant un scandale. Will accuse cet homme d'être un prédateur sexuel du voisinage qu'il a repéré sur Internet, et dit de lui qu'il ne portera pas plainte de peur d'être dénoncé à la police. Une des volleyeuses révèle alors que l'homme à terre est son père et Will est ridiculisé, humiliant également Annie. De retour chez elle, Annie se fâche contre son père, lui disant qu'elle souhaite juste avancer dans sa vie. Lorsque Will lui répond qu'il vont traverser une période difficile, elle lui dit que c'est elle la victime, pas lui, et lui demande d'arrêter d'agir comme s'il savait ce qu'elle endure. 
De retour à l'école, Annie est attrapée par Brittany qui s'excuse pour la « chose d'internet », insistant sur le fait qu'elle n'a « rien à voir avec ça », laissant Annie interdite, ne comprenant pas de quoi elle parle. Elle se rend à la bibliothèque et se rend compte sur un des ordinateurs que des gens se moquent ouvertement de son viol sur un site, et postent une photographie pornographique trafiquée où le visage de l'actrice est remplacée par son propre visage. Le site donne aussi son adresse et son numéro de téléphone. Cette plaisanterie malsaine la pousse à bout et elle rentre chez elle. Elle s'enferme dans la salle de bain et essaye de se suicider en avalant des médicaments, mais elle est sauvée par son père. Annie survit à sa tentative de suicide et est renvoyée chez elle après un séjour à l'hôpital. Son amie Brittany passe la nuit à ses côtés pour lui tenir compagnie, en dépit de leur amitié brisée.  
Annie se réveille tôt le lendemain, et découvre son père assis dehors par un froid glacial. Elle s'approche de lui, et lui demande s'il va bien. Will commence à lui parler, se souvenant de la première fois qu'elle s'est baignée dans la piscine familiale, et de la manière dont elle fut courageuse pour le faire. Il lui dit qu'elle avait l'habitude d'avoir confiance en elle et que rien ne lui faisait peur, qu'il admirait la façon dont elle aimait le monde et faisait confiance aux gens, mais que tout avait désormais changé. Il se met à pleurer et l'implore de lui accorder son pardon même s'il pense ne pas le mériter. Annie commence à pleurer et prend son père dans ses bras.
Pendant que le générique défile, une vidéo amateur révèle que Charlie est professeur de chimie dans une école secondaire, qu'il s'appelle Graham Weston, qu'il est marié et père d'un jeune garçon.

## Fiche technique
- Titre original : Trust
- Titre français : Trust
- Titre québécois : Intrusion[1]
- Réalisation : David Schwimmer
- Scénario : Andy Bellin et Robert Festinger
- Musique : Nathan Larson
- Photographie : Andrzej Sekula
- Montage : Douglas Crise
- Décors : Michael Shaw
- Direction artistique : Kerry Sanders
- Costumes : Ellen Lutter
- Production : Ed Cathell III, Dana Golomb, Bob Greenhut, Tom Hodges (en), Heidi Jo Markel et David Schwimmer
  - Production exécutive : Boaz Davidson, Danny Dimbort, Will French, Avi Lerner, Stephen Roberts, Trevor Short et John Thompson
- Sociétés de production : Millenium Films, Nu Image et Dark Harbor Stories
- Pays d'origine :  États-Unis
- Langue originale : anglais
- Genre : Drame
- Format : Couleurs - 35mm - 2,35:1 - Dolby / Dolby Digital
- Durée : 106 minutes
- Dates de sortie :
  -  Canada : 10 septembre 2010 (Festival de Toronto), 1er avril 2011 (sortie nationale[1])
  -  États-Unis : 1er avril 2011 (sortie nationale limitée)
  -  Belgique :7 septembre 2011
  -  France : 18 janvier 2012 (sortie nationale)

## Distribution

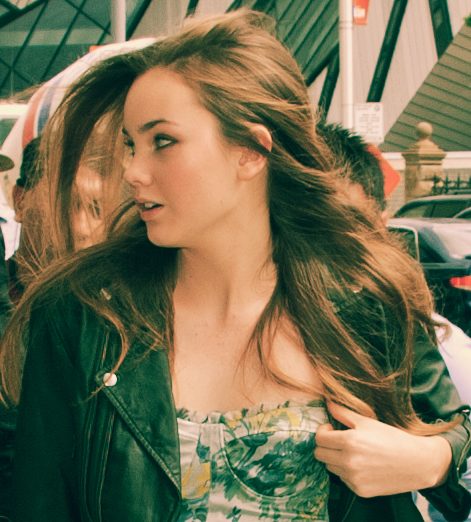
Liana Liberato lors du Festival de Toronto 2010.

- Clive Owen (VF : Julien Kramer ; VQ : Daniel Picard) : Will Cameron
- Catherine Keener (VF : Déborah Perret ; VQ : Nathalie Coupal) : Lynn Cameron
- Liana Liberato (VF : Rebecca Benhamour ; VQ : Catherine Brunet) : Annie Cameron
- Jason Clarke (VF : Dominique Guillo ; VQ : François Trudel) : Doug Tate
- Viola Davis (VF : Aïssatou Thiam) : Gail
- Noah Emmerich (VF : Michel Dodane ; VQ : Marc-André Bélanger) : Al Hart
- Chris Henry Coffey (VF : Alexis Victor ; VQ : Patrice Dubois) : Charlie/Graham Weston

Sources et légende : Version française (VF) selon le carton de doublage français.

## Genèse et tournage du film
David Schwimmer travaille dès les années 1990 avec l'association The Rape Organization, ce qui le pousse à vouloir faire un film sur les jeunes victimes de viol. Sept ans s'écoulent entre la volonté de faire ce film et sa sortie. Afin que le scénario soit le plus réaliste possible, la pertinence des dialogues a été validée par divers professionnels, dont des agents du FBI et des experts de la question du viol. Les acteurs ont également eu leur mot à dire durant le tournage lorsqu'ils n'étaient pas à l'aise avec certaines répliques, comme ce fut le cas pour Liana Liberato à propos de la scène de viol.
Liana Liberato, qui avait 14 ans lors du tournage, a été choisie parmi environ 80 actrices adolescentes pour le rôle d'Annie. David Schwimmer a d'abord pensé jouer lui-même le rôle de Charlie avant de demander à son ami Chris Henry Coffey. Schwimmer dit avoir fait en sorte que l'interprète de Charlie ait une apparence qui ne suscite a priori aucune inquiétude.
Le film a été tourné dans l'Illinois, notamment à Chicago et à Wilmette, un village au nord de Chicago, ainsi que dans le Michigan, à Dexter, à Plymouth et le campus de l'université du Michigan situé à Ann Arbor, ainsi que dans le centre commercial Twelve Oaks[réf. nécessaire]. Une partie est également filmée à Los Angeles.